# 山脇美術専門学校

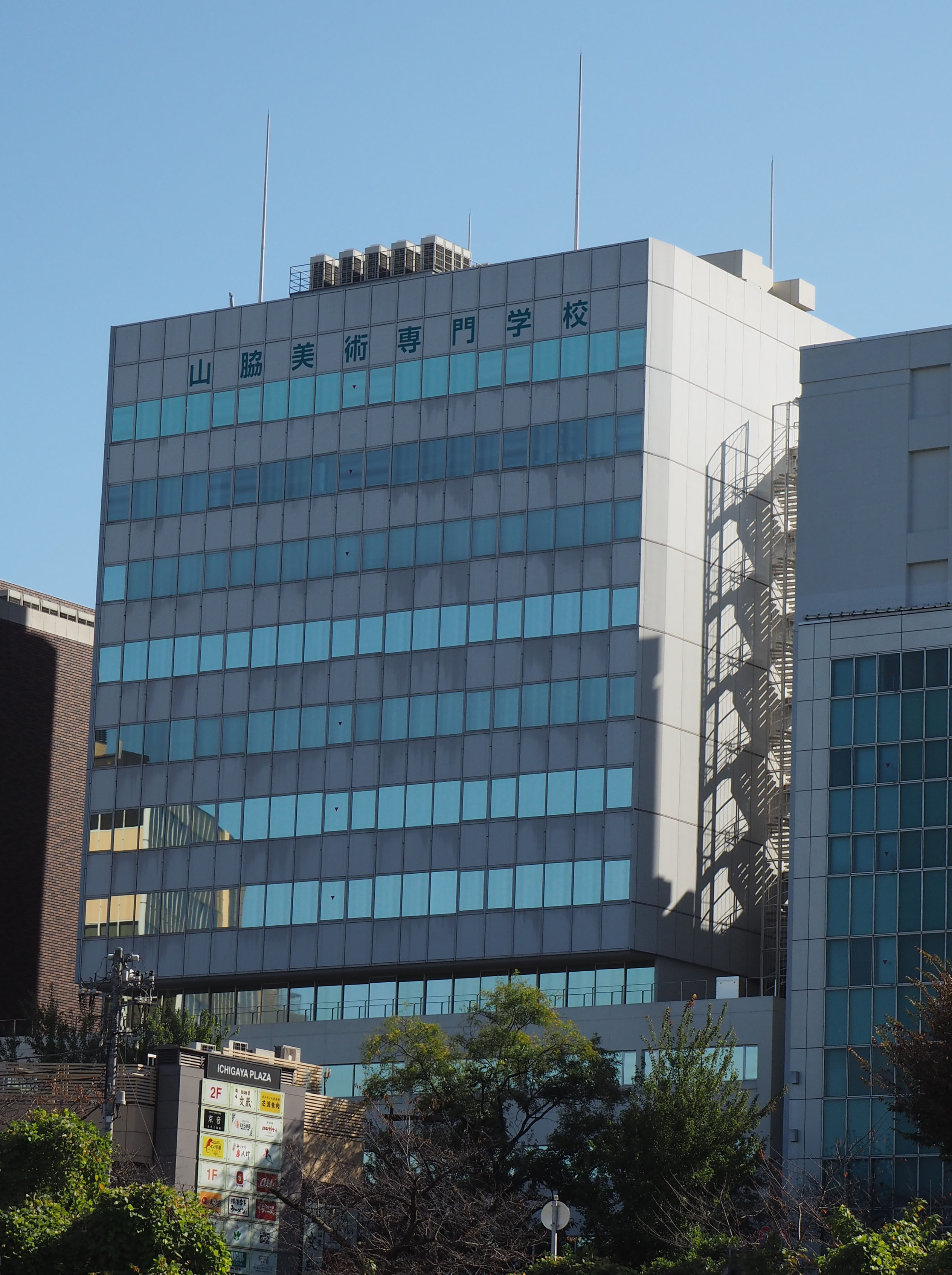
山脇美術専門学校

山脇美術専門学校（やまわきびじゅつせんもんがっこう）は、デザインの知識を学ぶ専修学校。

## 沿革
- 1929年 - 山脇洋裁学院を銀座に開設
- 1947年 - 神田駿河台に「財団法人山脇服飾美術学院」設立
- 1951年 - 学校法人山脇服飾美術学院に組織変更
- 1956年 - 千代田区九段（現在地）に移転（駿河台の校地は明治大学に売却）
- 1974年 - 校名を山脇美術学院と改める
- 1976年 - 専修学校制度発足に伴い学校法人・専門学校山脇美術専門学院となる
- 1994年 - 男女共学となる
- 2011年 - 修業年限3年制を導入
- 2017年 - 校名を山脇美術専門学校へ変更

## 設置学科
- スペースデザイン科
- ビジュアルデザイン科
- ジュエリーデザイン科

## 所在地
- 〒102-0074 東京都千代田区九段南四丁目8番21号